# PeerCast
PeerCast es un software de streaming a través de Internet que funciona mediante la tecnología P2P para disminuir el uso de los servidores del proveedor.
El desarrollo se encuentra abandonado desde el 2007, como puede comprobarse en su página web.

## Descripción
Peercast se puede utilizar para audio (Ogg Vorbis, MP3, WMA) y vídeo (Ogg Theora, Nullsoft Streaming Video o WMV), o cualquier otro tipo de datos, a través de Internet. Peercast utiliza una técnica Peer-to-Peer para aligerar la carga de los servidores de la emisora, donde cada espectador va a transmitir los datos a uno o más oyentes adicionales.
Los beneficios de usar PeerCast es que permite a cualquier multicaster, en particular las pequeñas o independientes, distribuir suscontenidos sin necesidad de mucho ancho de banda, el ahorro de los costes. También permite, en teoría, un gran número de espectadores